# Michel van der Aa
Michel van der Aa   (Oss, 10 de març de 1970) és un compositor neerlandès de música clàssica contemporània.

## Biografia
Michel van der Aa va néixer el 10 de març de 1970 a Oss. Es va formar com a enginyer de gravació al Reial Conservatori de l'Haia i va estudiar composició amb Diderik Wagenaar, Gilius van Bergeijk i Louis Andriessen.
Carrera 
La música de van der Aa ha estat interpretada per conjunts i orquestres internacionalment. Entre els quals destaquen l' Asko / Schönberg Ensemble, Freiburger Barockorchester, Ensemble Modern, Royal Concertgebouw Orchestra, Orquestra Simfònica de Melbourne, De Nederlandse Opera, Mozarteum Orchestra de Salzburg, Seattle Chamber Players, Ensemble Nomad Tokyo, musikFabrik, Continuum Ensemble Toronto, SWR Orchestra Baden-Baden I Freiburg, Orquestres de ràdio holandeses, Orquestra simfònica Norrköping Suècia i l'ensemble Helsinki Avanti.
Va completar un curt programa de direcció de cinema a la New York Film Academy el 2002. També va participar en el laboratori del Director del Teatre Lincoln Center, un curs curt i intensiu en direcció escènica el 2007.
Les obres de teatre musical de Michel van der Aa, que inclouen l'òpera de cambra One (2002), l'òpera After Life (2006, Amsterdam) i l'obra de teatre musical The Book of Disquiet, han rebut elogis crítics internacionals. L'aspecte innovador d'aquestes òperes és l'ús d'imatges de cinema i bandes sonores mostrejades com a element essencial de la partitura. La posada en escena, el cinema i la música s'entrellacen en un collage de capes transparents, resultant en un treball que forma part del cinema documental i de la filosofia.
Va dirigir la producció televisiva de One per l'empresa nacional de radiodifusió holandesa NPS. Passage (2004), un curtmetratge de van der Aa, s'ha projectat en diversos festivals internacionals i s'ha emès a la televisió nacional holandesa.
Ha estat artista destacat al Festival de Música Nova de Perth Tura i al Holland Festival. Ha col·laborat amb coreògrafs com Kazuko Hirabayashi, Philippe Blanchard, Ben Wright i Annabelle Lopez Ochoa.

## Premis
Van der Aa va rebre el premi "Gaudeamus International Composers Award" el 1999. També va rebre el prestigiós premi Matthijs Vermeulen per a One el 2004. Va rebre el premi Siemens Composers el 2005. També va rebre el premi Charlotte Köhler pel seu treball de direcció i la caràcter interdisciplinari de la seva obra el mateix any. El 2006 va ser guardonat amb el premi Hindemith del "Schleswig-Holstein Musik Festival".
Al novembre de 2012 es va anunciar que van der Aa seria el destinatari del Premi 2013 de la Universitat de Louisville Grawemeyer en composició musical, pel seu concert de violoncel Up-Close, una "fusió altament innovadora d'art musical i visual" escrita per a Sol Gabetta i la Sinfonietta d'Amsterdam. El 2013 va guanyar el premi de música Mauricio Kagel.
Van der Aa va completar una nova pel·lícula-òpera en 3D titulada "Sunken Garden", en col·laboració amb David Mitchell, autor de Cloud Atlas, Sunken Garden és una comissió mixta de l'Òpera nacional anglesa, el centre de Barbican, el Festival Luminato de Toronto, l'Òpera Nacional. de Lió, i el Festival d'Holanda, i va ser estrenada per l'Òpera nacional anglesa sota André de Ridder al "Barbican Centre", Londres, el 12 d'abril de 2013, amb Roderick Williams en el paper de Toby.
Els propers projectes inclouen un concert de clarinet per a la "Sinfonietta" de Londres que s'estrenarà a l'abril de 2014 i noves peces per a la Royal Concertgebouw Orchestra com a part de la seva col·laboració a llarg termini amb aquest grup, que inclourà una gran obra orquestral, un concert en solitari, i un muntatge de passions per a solistes, cor i orquestra, que s'estrenaran el 2017.
La seva música està gravada als segells Harmonia Mundi, Col Legno, Composers 'Voice, BVHaast i VPRO Eigenwijs, així com el seu propi segell Disquiet Media.